# Parerigone huangshanensis
Parerigone huangshanensis là một loài ruồi trong họ Tachinidae.